# 传统菁华
《传统菁华》（阿拉伯语：‎，Kitāb ʿuyūn al-akhbār）是阿拉伯学者伊本·古泰拜在9世纪时编写的一部百科全书，共10卷。主要为受过初等教育者和官员编写。
《传统菁华》各卷内容包括：
- 权力
- 战争
- 贵族
- 品格
- 学识与辩才
- 苦行
- 友谊
- 祈祷
- 食物
- 妇女